# Scharnhorst (slagskib)
 For alternative betydninger, se Scharnhorst. (Se også artikler, som begynder med Scharnhorst)
Den tyske krigsmarines slagskib Scharnhorst, der var opkaldt efter general Gerhard Johann David von Scharnhorst, og sammen med søsterskibet Gneisenau udgjorde Scharnhorstklassen, løb af stabelen 3. oktober 1936 på krigsmarinens værft i Wilhelmshaven, og blev sat i aktiv tjeneste 7. januar 1939.
Hovedbevæbning: 9 stk 28 cm kanoner, 12 stk 15 cm kanoner, 14 stk 10,5 cm kanoner og 16 stk 3,7 cm kanoner. Dertil 6 torpedorør.
Vægt: 31.850 t – max 31,5 knob.
Deltog med Gneisenau og den svære krydser Admiral Hipper i operation Weserübung med sikring af landsætningsoperationerne i Norge i 1940 og senere i operation Nordmark, der havde til hensigt at standse konvojerne mellem England og Sovjetunionen.

## Sænkningen
Den 26. december 1943 blev Scharnhorst sænket i Barentshavet af overlegne britiske styrker i slaget ved Nordkap. Tyske skibe og ubåde stationeret i Vest-Finnmark gik ud i stormvejr for at sænke konvojen JW 55B undervejs fra Skotland til Kolahalvøen.
Den britiske admiral Bruce Fraser opgav 28. januar 1944 Scharnhorsts position ved sænkningen som N 72.16 Ø 28.41. Men i logbogen på Duke of York, der blev ført under slaget en måned tidligere, angav Fraser positionen som N 72.29 Ø 38.04 E - hele 37 nautiske mil længere vest.
Bruce Fraser gav ingen ordre om redning af overlevende tyskere. Kun to af hans 13 skibe deltog i redningsaktionen, selv om der ikke fandtes ubåde i nærheden. Men Fraser kunne ikke sikkert vide, om der var ubåde i området, og måtte regne med, at det kunne være tilfældet, og derfor handle derefter. At blive liggende i området ville udsætte hans egne mænd for en betydelig risiko. Han havde vægtige grunde for at beordre skibene videre mod Murmansk tre kvarter efter sænkningen.
Der blæste en storm under angrebet, og de tyske ubåde blev smidt omkring i vandet som korkbidder og magtede ikke at indhente konvojen. De blev heller ikke beordret mod slagfeltet før tre timer efter sænkningen. Den nærmeste ubåd befandt sig 70 nautiske mil borte. Radiofyrene fra Ingøy til Vardø blev slået på til hjælp for navigationen. Af Scharnhorsts mandskab på 1.968 blev kun 36 reddet. Deres gennemsnitsalder var 22 år. Ingen af de 80 officerer om bord blev reddet. 
I oktober 2000 blev vraget genfundet på 300 meters dyb ud for Nordkap. Det norske forsvar informerede tyske myndigheder om fundet.